# Tosontsengel (Zavkhan)
Le sum de Tosontsengel (mongol : ᠲᠣᠰᠤᠨᠴᠡᠩᠭᠡᠯ
ᠰᠤᠮᠤ, cyrillique : Тосонцэнгэл сум, MNS : Tosontsengel sum) est situé dans l'aïmag (ligue) de Zavkhan, en Mongolie. Sa population était de 9 045 habitants en 2005.